# سبعاوی ابراهیم تکریتی
سبعاوی ابراهیم تکریتی (عربی: سبعاوی إبراهیم التکریتی، ۲۷ فوریه ۱۹۴۷–۸ ژوئیه ۲۰۱۳)، برادر ناتنی صدام حسین، رهبر سرویس مخفی عراق، مخبرات، در زمان جنگ خلیج فارس در سال ۱۹۹۱ بود. وی از سال ۱۳۷۰ تا ۱۳۷۵ ریاست اداره کل امنیت را بر عهده داشت و بعداً به عنوان مشاور رئیس‌جمهور خدمت کرد.
پس از حمله ائتلاف به رهبری ایالات متحده به عراق در سال ۲۰۰۳، ابراهیم مخفی شد و در ۲۷ فوریه ۲۰۰۵، خبر دستگیری وی علنی شد. ابراهیم رتبه ۳۶ از فهرست ۵۵ عراقی مورد تعقیب را داشت. او مظنون به دست داشتن در انفجارها و کشتارهایی بود که پس از فروپاشی رژیم سابق عراق روی داد و یک میلیون دلار جایزه برای اطلاعاتی که منجر به دستگیری یا مرگ او شود، در نظر گرفته شد. سوریه ابراهیم را دستگیر کرده بود و به نیروهای عراقی تحویل داد و نیروهای عراقی نیز او را به نیروهای آمریکایی تحویل دادند. سوریه بارها به حمایت از مقامات سابق عراق متهم شده بود، اتهامی که دولت سوریه همیشه آن را رد می‌کرد.
ابراهیم در مارس ۲۰۰۹ توسط دادگاهی در بغداد به اعدام با چوبه دار محکوم شد. با قرائت حکم اعدامش برخاست و اعلام کرد «الله اکبر» و افتخار می‌کند که شهید شده‌است. ابراهیم در ۸ ژوئیه ۲۰۱۳ بر اثر سرطان درگذشت.
پسر او، ایمن سبعاوی ابراهیم، نیز توسط ایالات متحده دستگیر شد. او هنگام در ۹ دسامبر ۲۰۰۶ هنگامی که در حال گذراندن حبس ابد بود، از زندان فرار کرد. یکی از برادران ابراهیم به نام وطبان ابراهیم التکریتی نیز به اعدام محکوم شد و برادر دیگرش به نام برزان ابراهیم التکریتی نیز در سال ۲۰۰۷ اعدام شد.